# 土岐頼貞
土岐 頼貞（とき よりさだ）は、鎌倉時代から南北朝時代の武将、守護大名。歌人。土岐光定の七男とされる。室町幕府の初代美濃守護。子に頼清、頼遠、長山頼基、頼兼、頼明など。

## 生涯
土岐氏は清和源氏の流れをくむ美濃を地盤とする有力御家人の美濃源氏である。
頼貞は、大富館で生まれて成人した。兄の定親、弟の頼重も大富館で生まれている。
当時、浅野館には異母兄の国時ら4人が居た。
頼貞は若年時、鎌倉で過ごし、そこで禅宗の高僧たちに帰依し、特に夢窓疎石と親交を結んだ。夢窓疎石は美濃に永保寺を開山している。
また頼貞は優れた歌人でもあり、勅撰和歌集には10首近く選ばれ、「夢窓国師道歌集」にも10数首が載せられている。また『新千載集』などにも和歌が残っている。
鎌倉幕府の執権である北条氏と縁を結んだ。
頼貞は北条氏とともに臨済宗に帰依した。特に無学祖元によって臨済宗建長寺派が鎌倉に興ると、その高弟の高峯顕日に教えを請い、土岐郡内に臨済宗をひろめた。
頼貞は土岐氏の惣領となり、弘安4年(1281年)、鎌倉幕府七代執権の北条時宗の異母弟の北条宗頼の娘を後妻にして曽祖父の土岐光衡にならって一日市場館に移って本拠地に定め、
小里氏・萩原氏・猿子氏・市原氏・深沢氏・浅野氏・多治見氏などの一族で周囲を固め、子の頼遠を大富館に、頼基を戸狩村に、頼兼を一日市場館に、頼明を日吉村に配置して、一日市場館を土岐氏宗家の本拠として美濃国内に勢力を張った。
正中元年（1324年）、おなじ美濃源氏の足助貞親（加茂重成）と土岐氏の一族（頼員（舟木頼春）など）が後醍醐天皇の最初の討幕計画（正中の変）に関与し、六波羅探題に察知されて、十男の頼兼、頼員、多治見国長ら土岐一族は追討を受け、自刃して果てて、土岐氏惣領の頼貞も幕府から関与を疑われている。
『太平記』では頼貞は六波羅探題の兵を相手に奮戦して自害したことになっているが、頼貞は生き延びその後の戦乱で活躍して美濃守護となっているので、『太平記』の記述には混乱がある。
元弘元年（1331年）、笠置山の戦いと赤坂城の戦いには北条方として参戦したが、
元弘3年（1333年）、後醍醐天皇の詔を受けた足利尊氏が討幕の挙兵をすると、頼貞は尊氏軍に加わった。後醍醐天皇の親政（建武の新政）のもとでの頼貞の動向ははっきりしない。
足利尊氏が建武政権に反旗を翻すと、頼貞は尊氏に従い、遅くとも建武3年（1336年）には美濃守護に任じられている。土岐郡の一日市場館を美濃国支配の本拠地とした。以後200年、美濃の守護は土岐氏が継承した。
頼貞と頼遠の父子は、鎌倉で臨済宗に接し、蘭渓道隆（大覚禅師）、次いで無学祖元（仏光国師）に師事し、高弟の高峰顕日（仏国国師）に深く帰依して土岐氏一族の外護の宗旨とし、美濃国内に数々の寺院を開基させたことでも知られる。
建武年間（1334年 - 1338年）頼貞は、菩提寺の光善寺を臨済宗に改宗して、興禅寺に改め、次に定林寺を開基して、土岐氏宗家が外護する寺院とした。
定林寺は、無学祖元を勧請開山、高峰顕日を迎えて開山とし、夢窓疎石を二世住持としていることから、光善寺も時期を前後して、高峰顕日を迎えて、鎌倉の臨済宗円覚寺派の寺院として再開山したと考えられる。
妻木八幡神社も頼貞の開基である。
土岐氏は美濃一帯に一族の支流を配して「桔梗一揆」と呼ばれる強力な武士団を形成し、幕府軍を支える戦力となり、頼貞は「御一家（足利氏）の次、諸家の頭」と呼ばれ室町幕府内で重きを置いた。
嫡男の頼清に先立たれたため、婆娑羅大名で知られる勇猛な頼遠が後を継ぎ、頼遠が長森城に土岐氏の本拠地を移すと、頼貞は一日市場館を十一男の頼明に譲って大富館へ移り、高田にも屋敷を設けて余生を過ごした。
しかし頼遠は康永元年（1342年）9月6日、光厳上皇に狼藉を働いたため、12月1日に処刑されてしまった。
土岐氏の惣領は頼明を経て（短期間だったため、一般には頼明は後二代として歴代には数えない）孫で頼清の子頼康が継ぎ、頼康の時に美濃に加えて尾張、伊勢の三ヵ国の守護を兼ねて、土岐氏は全盛期を迎えた。
『村庵小稿』所収「土岐伯州源頼貞公画像賛并序」によれば延元4年 / 暦応2年（1339年）2月21日に死去。『尊卑分脈』は同23日とする。享年69。
墓は、瑞浪市土岐町の光善寺址に残っている。現在も道路を挟んで西側に、五輪塔5基と宝篋印塔4基、東側には五輪塔10基が整然と並んでいる。道路西側の宝篋印塔のうち、一番奥に位置するものが頼貞の墓と伝えられており、基礎には「前伯州太守定林寺殿雲石存孝」「暦応二年 己卯 二月廿二日 亥刻 逝去」との文字が彫られている。
昭和31年（1956年）3月28日に岐阜県の文化財に指定された。
位牌は、瑞浪市の開元院と禅躰寺の両方にある。

## 開基寺院
- 光善寺 (瑞浪市)
- 定林寺 (土岐市)
- 永保寺
- 龍門寺 (岐阜県七宗町)